# Vaskút
Vaskút es un pueblo ubicado en el distrito de Baja, en el condado de Bács-Kiskun, Hungría.

## Superficie
Posee una superficie de 71,49 kilómetros cuadrados.

## Demografía
Hasta 2019 la población era de 3266 habitantes, con una densidad de población de 45,68 habitantes por kilómetro cuadrado.